# 공유주방
공유 주방(shared-use kitchen) 또는 키친 인큐베이터(kitchen incubator)는 하나의 주방 공간을 여러 사업자가 함께 이용하는 시설로 미국에서 고안된 사업 모델이다. Ghost kitchen, delivery kitchen, virtual kitchen, shadow kitchen, commissary kitchen, dark kitchen, or cloud kitchen 등으로도 불린다.

## 대한민국
2019년 6월부터 2년간 한시적으로 허용되어 고속도로 휴게소 15곳등에서 주방 공유영업을 하고 있었다.
한 영업소에는 한 명의 사업자만 영업신고가 가능하여 공동사용은 불가능한 제도는, 2022년 1월 28일부터 식품위생법이 시행되어 법적근거가 마련되어 있다.

## 같이 보기
- 비즈니스 인큐베이터